# Schirmeck

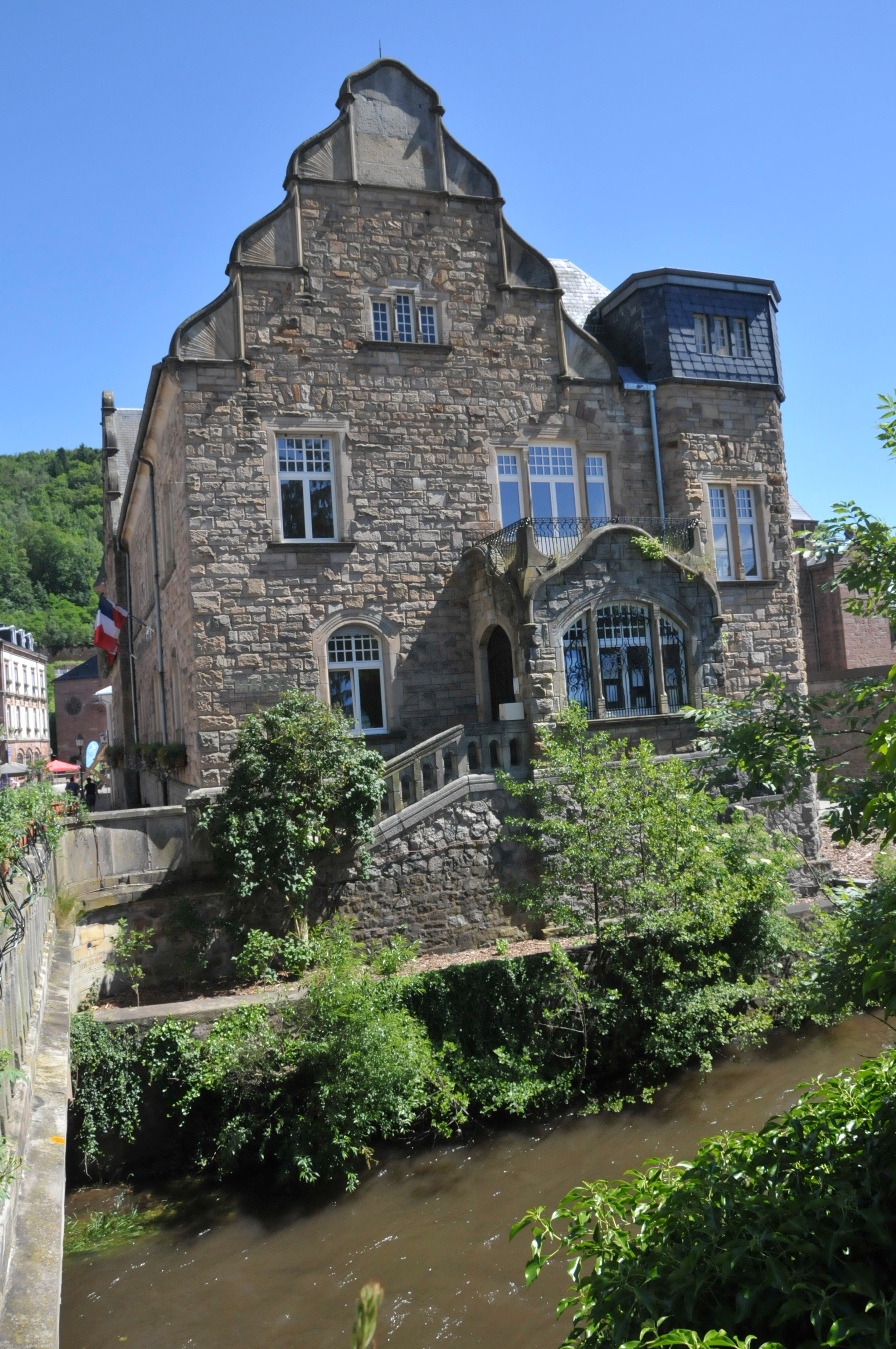
Hôtel de ville (Rathaus) an der Bruche

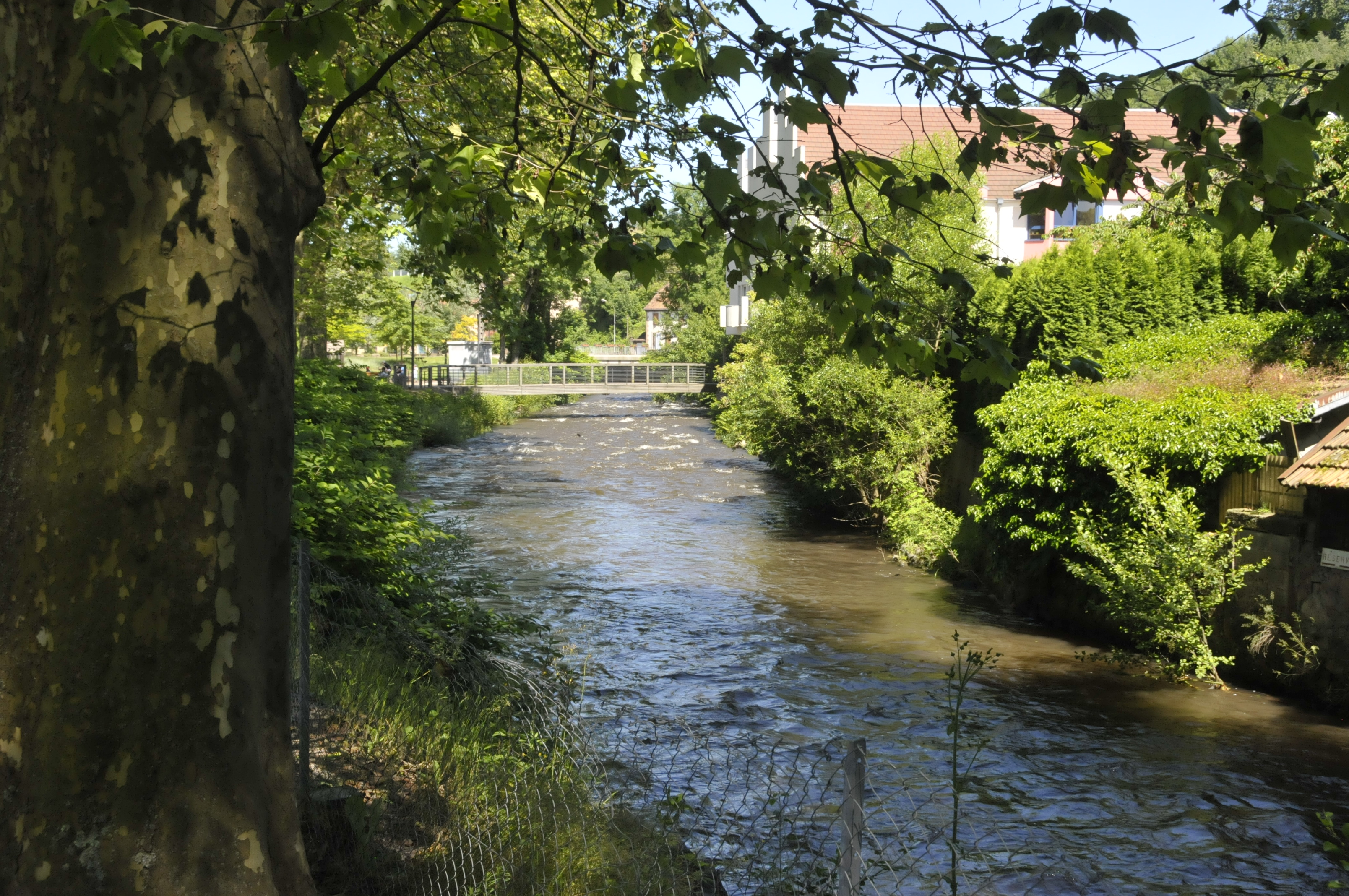
Die Bruche in Schirmeck

Schirmeck ist eine französische Gemeinde mit 2107 Einwohnern (Stand 1. Januar 2021) im Département Bas-Rhin in der Region Grand Est (bis 2015 Elsass). Sie gehört zum Kanton Mutzig im Arrondissement Molsheim. Die Dorfbewohner nennen sich Schirmeckois.

## Geographie
Schirmeck liegt im Tal der Bruche in den Vogesen auf einer Höhe von 314 m. In die Bruche mündet in Schirmeck der Framont, der sich in Grandfontaine aus zwei Quellbächen bildet. Des Weiteren mündet in der Ortslage der aus Barembach kommende gleichnamige Bach in die Bruche.
Zur Gemeinde gehören die Ortsteile Wackenbach und Tommelsbach. Die Nachbargemeinden sind Russ, Barembach, Rothau, La Broque, Grandfontaine und Wisches.

## Verkehr
Schirmeck ist über die Bahnstrecke Strasbourg–Saint-Dié und dem Bahnhof Schirmeck-La Broque an die Eisenbahn angeschlossen. Das Empfangsgebäude ist ein Typenbau und stammt von 1877, als die Reichseisenbahnen in Elsaß-Lothringen (EL) die Strecke betrieben.
Straßenseitig erfolgt die Anbindung über die Departementsstraße D 1420 Mutzig/Molsheim–Saales sowie über einen Abzweig hiervon in Schirmeck in Richtung Nordwesten über den Vogesenkamm.

## Geschichte
Die kleine Stadt Schirmeck mit dem  gleichnamigen Schloss über ihr samt Umgebung gehörte einst zum römisch-deutschen Reich und befand sich im Besitz des Bischofs von Straßburg. Im Jahr 1336 wurde Schloss Schirmeck mit den zugehörigen Ländereien vom Straßburger Bischof an die Grafen Salm abgetreten. Im  16. Jahrhundert wurde Schloss Schirmeck zerstört, und um 1780 war die Ortschaft nur noch ein Dorf.  Sie wurde zusammen mit dem Territorium des Fürstentums Salm-Salm von Truppen des französischen Königs besetzt und 1793 von Frankreich annektiert. Bis zur Französischen Revolution war hier ein Verwaltungszentrum des Bischofs von Straßburg.
Das Département Bas-Rhin wurde 1790 gebildet und Schirmeck wurde diesem provisorisch zugeteilt. 1795 wechselte es zum Département Vosges. Ab 1871 gehörten Schirmeck und der gleichnamige Kanton zum Reichsland Elsaß-Lothringen. Ab 1886 war es Ausgangspunkt der 44,3 km langen Dononbahn. Nach dem Ersten Weltkrieg wurde das Elsass ein weiteres Mal von Frankreich annektiert und Schirmeck gehörte seither zum wiedererrichteten Département Bas-Rhin. Ab Schirmeck biegt die historische deutsch-französische Sprachgrenze nach Nordwesten ab.
Während der Zeit zwischen 1940 und 1944 gehörte Schirmeck unter deutscher Besatzung zum CdZ-Gebiet Elsaß und war mit La Broque, Rothau und Barembach zur Großgemeinde Schirmeck zusammengeschlossen worden. Am Ortsrand von La Broque bestand von August 1940 bis November 1944 das von den Nationalsozialisten angelegte Sicherungslager Schirmeck-Vorbruck, das den Polizeibehörden unter anderem als „Erziehungslager“ im Zuge der „Germanisierung“ des Elsass diente. 1940 wurden die im Ort verbliebenen jüdischen Einwohner nach Südfrankreich deportiert. Laut Yad Vashem wurden sieben namentlich bekannte ehemalige Einwohner Opfer der Endlösung. Nach dem Zweiten Weltkrieg kam das Elsass wieder zu Frankreich und Französisch löste Deutsch wieder als alleinige Amtssprache ab.
Das Mémorial de l’Alsace-Moselle (Elsass-Mosel-Gedenkstätte) ist der Geschichte des Elsass im Spannungsfeld zwischen Deutschland und Frankreich gewidmet. Hier werden seit Juni 2005 auf 3.000 Quadratmetern Schrift-, Bild- und Tondokumente über den Zeitraum zwischen 1870 und dem Ende des Zweiten Weltkriegs gezeigt. Bis Ende 2017[veraltet] sollte dort eine Gedenkmauer entstehen, auf der mehr als 50.000 Namen von Toten des Zweiten Weltkriegs eingraviert werden sollten. Nach Kritik an der unterschiedslosen Nennung von Tätern und Opfern wird das Konzept überarbeitet.
Seit 2015 gehört Schirmeck zum Kanton Mutzig.

### Demographie
| Jahr | Einwohner | Anmerkungen |
| ---- | --------- | --- |
| 1793 | 728       | [ 9 ] |
| 1821 | 1153      | [ 9 ] |
| 1866 | 1376      | [ 10 ] [ 9 ] |
| 1872 | 1364      | am 1. Dezember, in 236 Häusern |
| 1880 | 1392      | am 1. Dezember, einschließlich Militär, auf einer Fläche von 1143 ha, in 254 Häusern, davon 1281 Katholiken, 79 Protestanten und 32 Juden |
| 1885 | 1392      | [ 12 ] |
| 1890 | 1600      | in 261 Häusern mit 400 Haushaltungen, davon 1395 Katholiken, 156 Protestanten, neun sonstige Christen und 42 Juden                        |
| 1905 | 1690      | meist katholische Einwohner |
| 1910 | 1771      | auf einer Fläche von 1170 ha |

| Jahr      | 1962 | 1968 | 1975 | 1982 | 1990 | 1999 | 2006 | 2019 | 2021 |
| Einwohner | 2246 | 2605 | 2628 | 2352 | 2167 | 2177 | 2425 | 2149 | 2107 |

## Sehenswürdigkeiten
- Burg Schirmeck (13./14. Jahrhundert, im 20. Jahrhundert restauriert) mit Heimatmuseum, im Burghof Madonnenstatue
- Synagoge, erbaut 1908/09 (Monument historique)
- Pfarrkirche Saint-Georges mit Orgel von Stiehr und Mockers (1859) und Rinckenbach (1912): Nach dem Brand vom 4. Juli 1859, der die Kirche beschädigte, beauftragte die Gemeinde die Orgelbauerfirma Stiehr und Mockers mit dem Bau einer neuen Orgel, die 13.000 Francs kostete. Die alte Orgel wurde für 3.000 Francs in Zahlung genommen und an die Kirche in Odratzheim verkauft. Das neue Instrument wurde im Jahre 1863 geliefert. Der Orgelbauer Martin Rinckenbach restaurierte das Instrument im Jahre 1912 und installierte einen separaten Spieltisch. Es handelte sich um den ersten neugotischen Prospekt der Firma Stiehr und Mockers.[18]
- Kirche Saint-Pierre-Fourrier in Wackenbach
- Brunnen zur Erinnerung an den 17. November 1918, als französische Truppen in Schirmeck einmarschierten
- Ehemaliges Rathaus von 1864, am Markt, heute Vereinshaus
- Ehemaliges Gefängnis (19. Jahrhundert), heute Wohnhaus (111 rue du Tribunal)
- Hôtel des Postes von 1898 (121 B, avenue de la Gare)
- Bahnhof von Schirmeck-La Broque (1881)
- Elsass-Mosel-Gedenkstätte im Norden der Ortslage

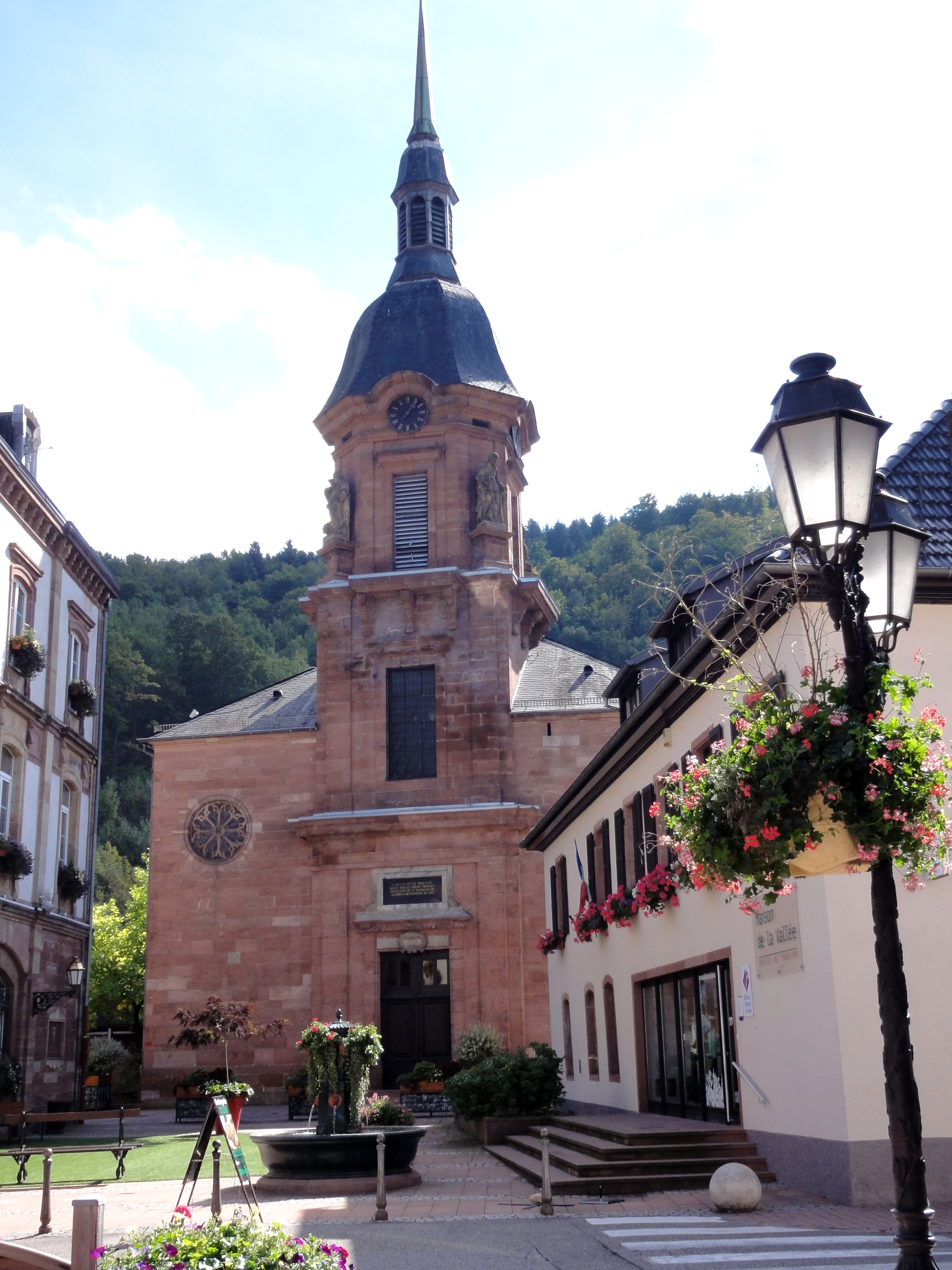
Kirche Saint-Georges
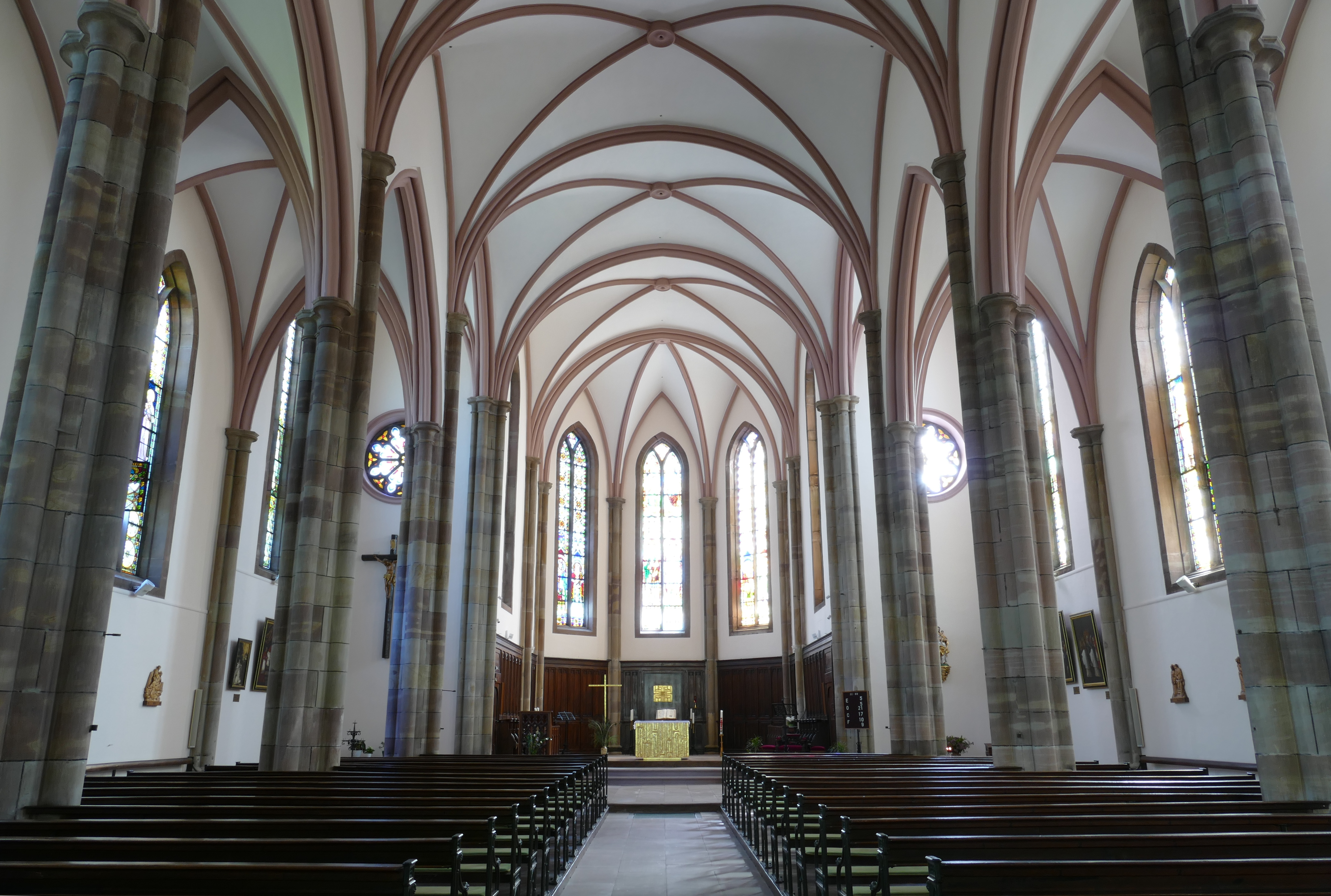
Blick in Richtung Chor
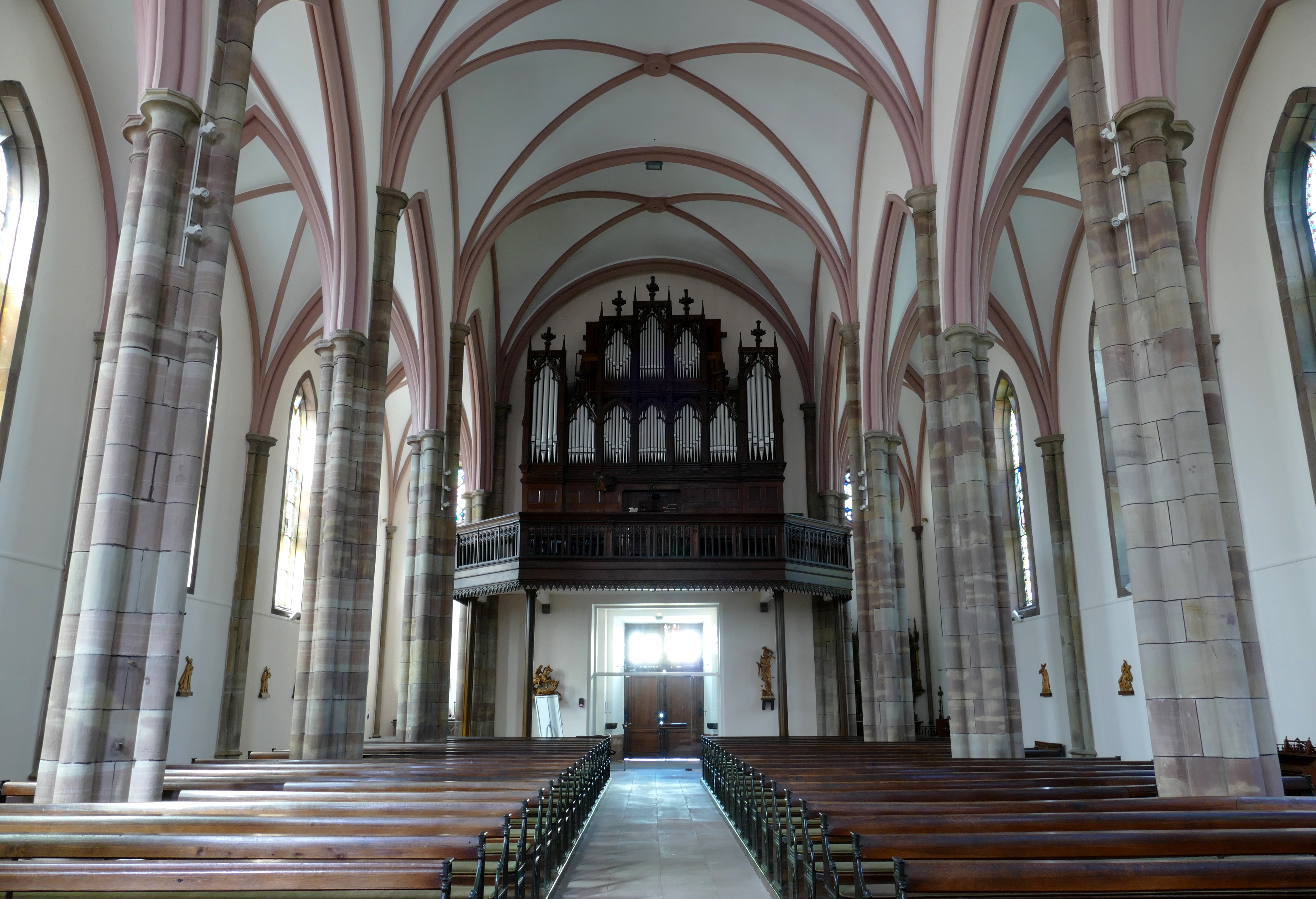
Blick in Richtung Haupteingang und Orgelempore
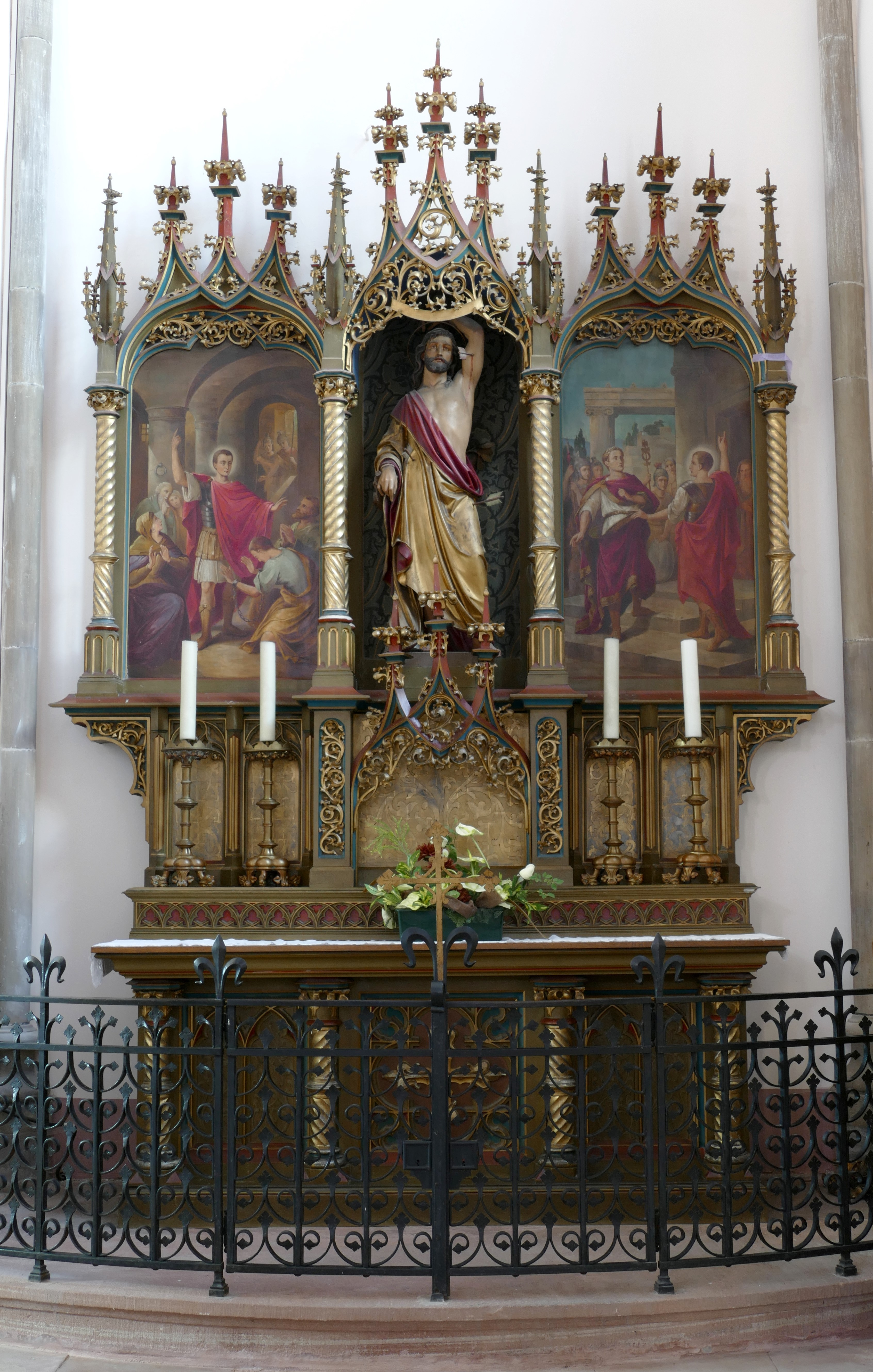
Altar des Saint-Sébastien (19. bis 20. Jahrhundert)
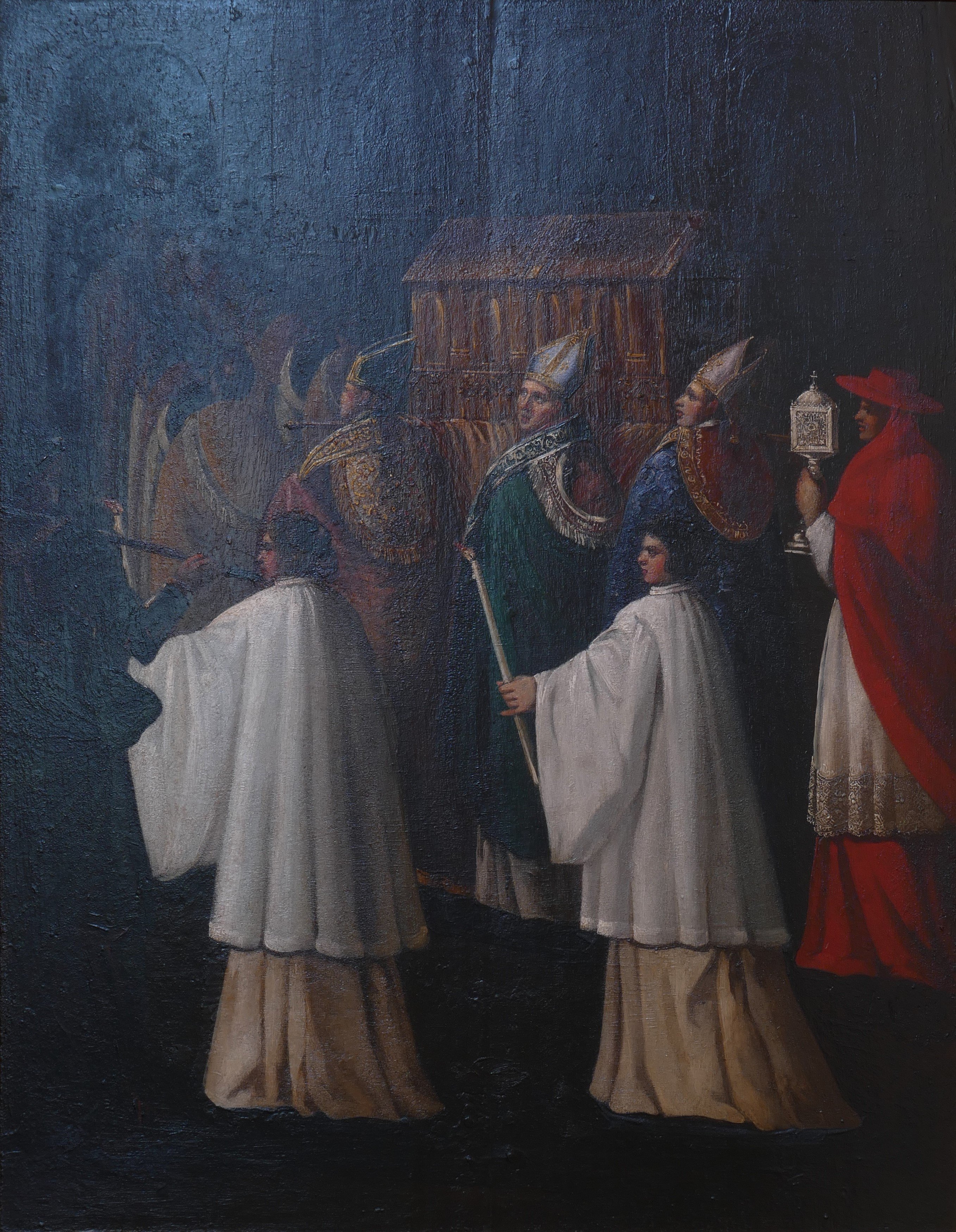
Wandgemälde „Das Leben des Hl. Norbert“ (17. bis 18. Jahrhundert)
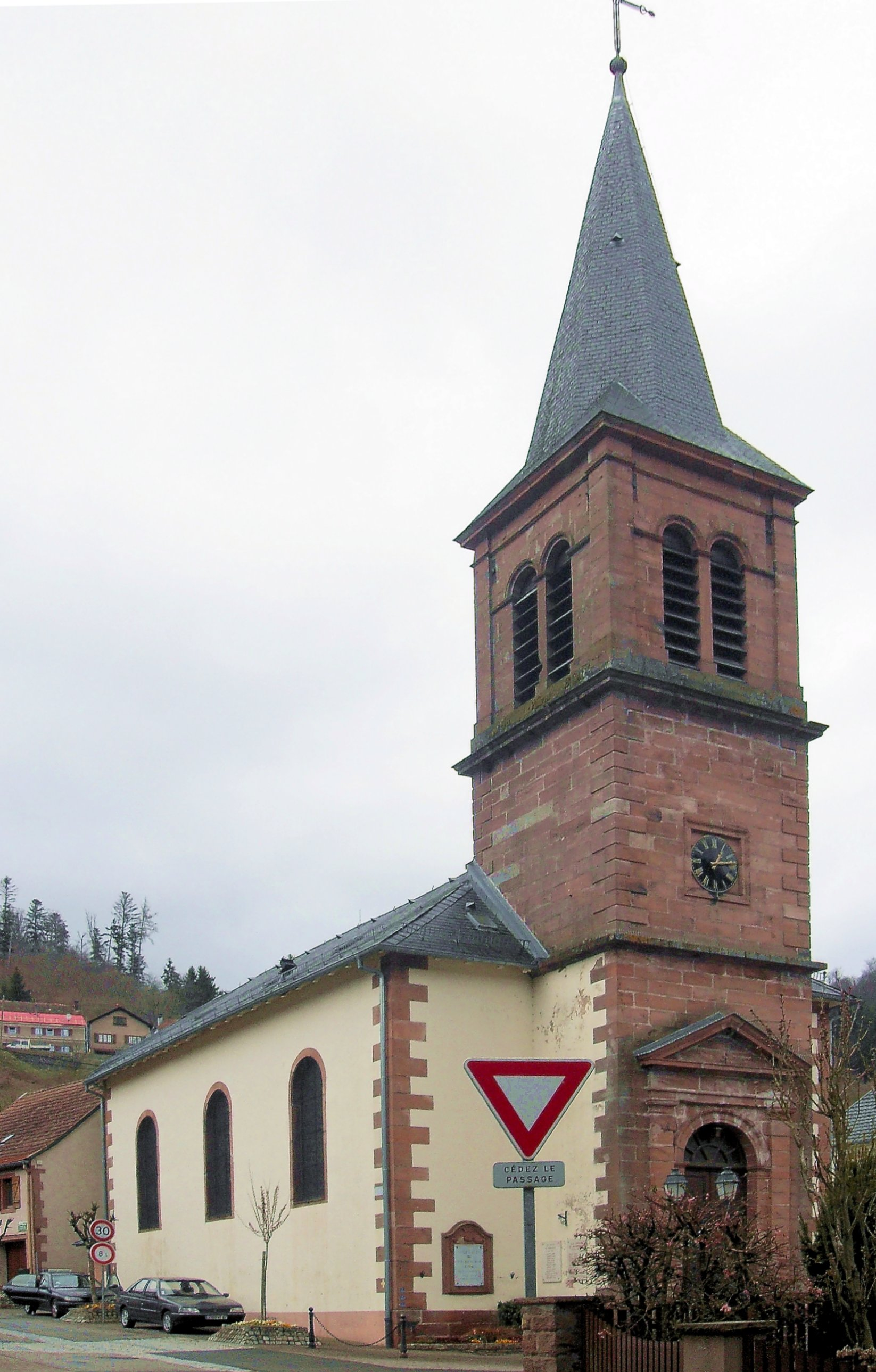
Kirche Saint-Pierre-Fourrier in Wackenbach
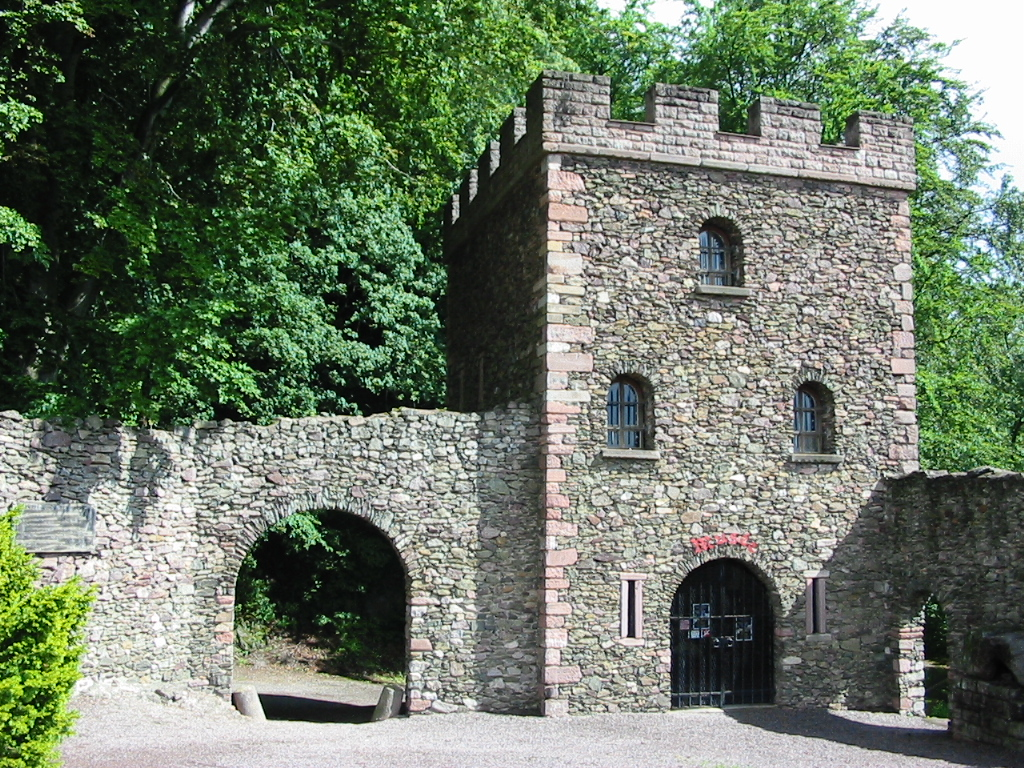
Museum in den restaurierten Burgmauern
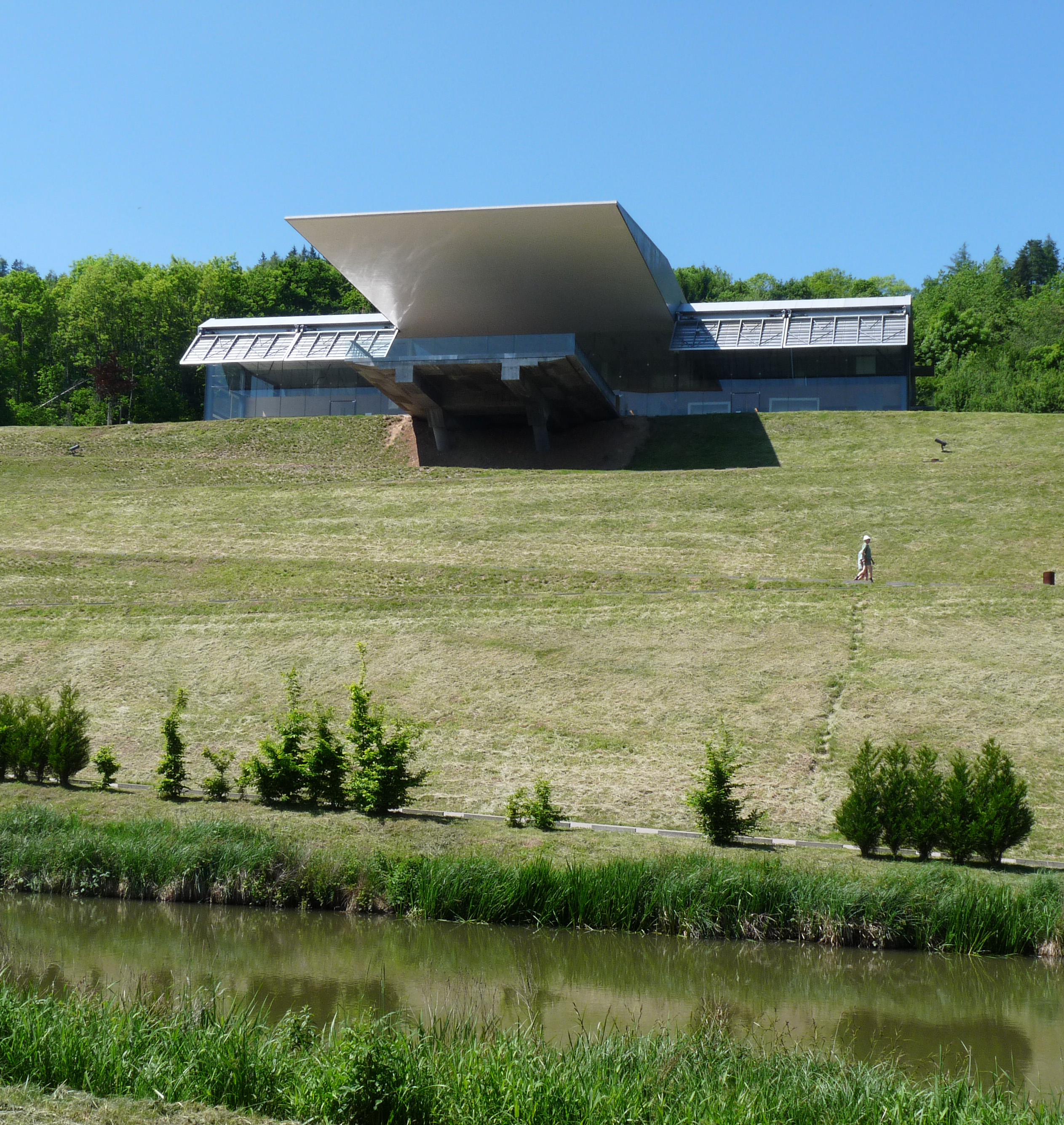
Mémorial Alsace-Moselle
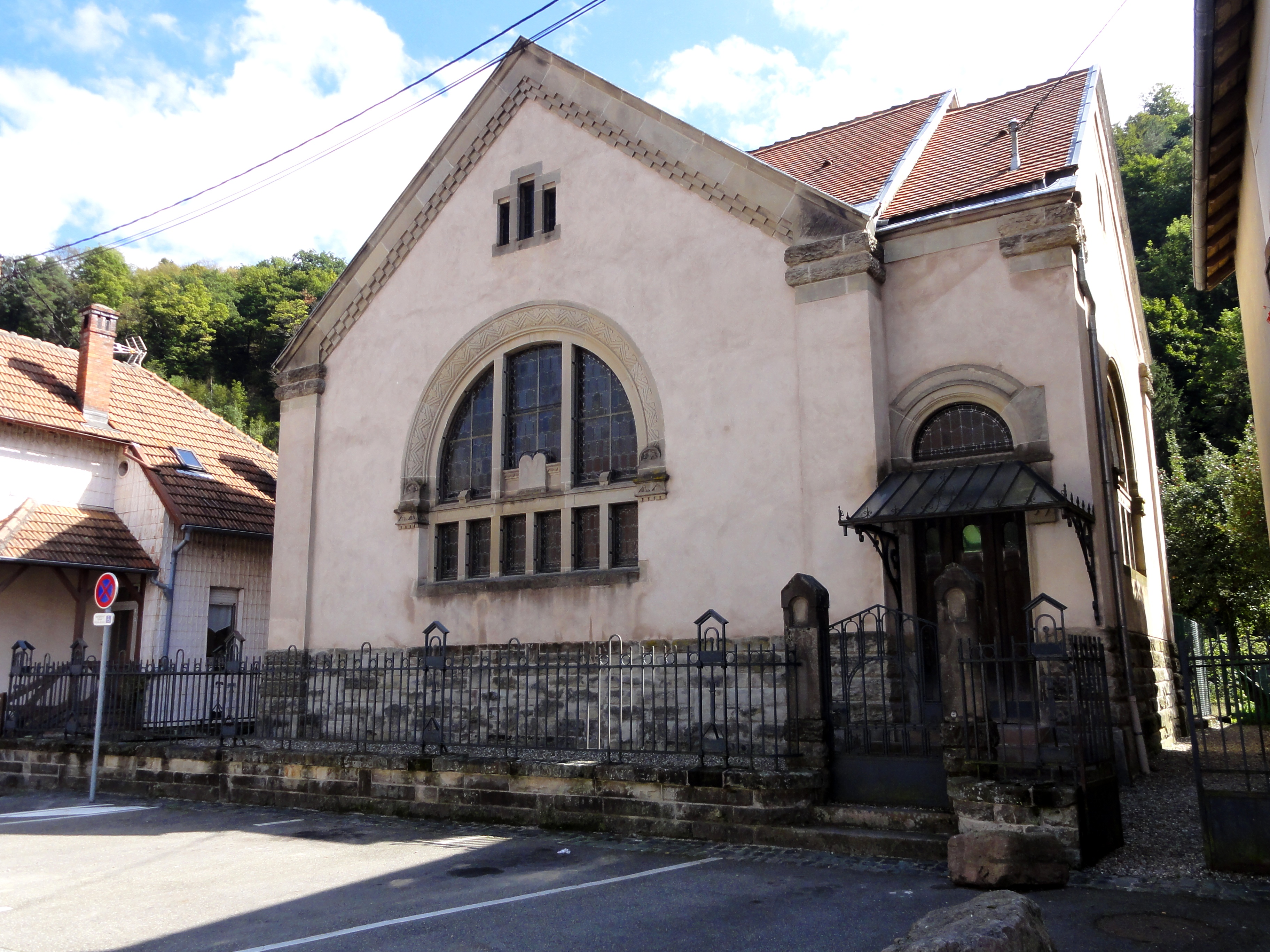
Synagoge von 1908/09, rue des Écoles
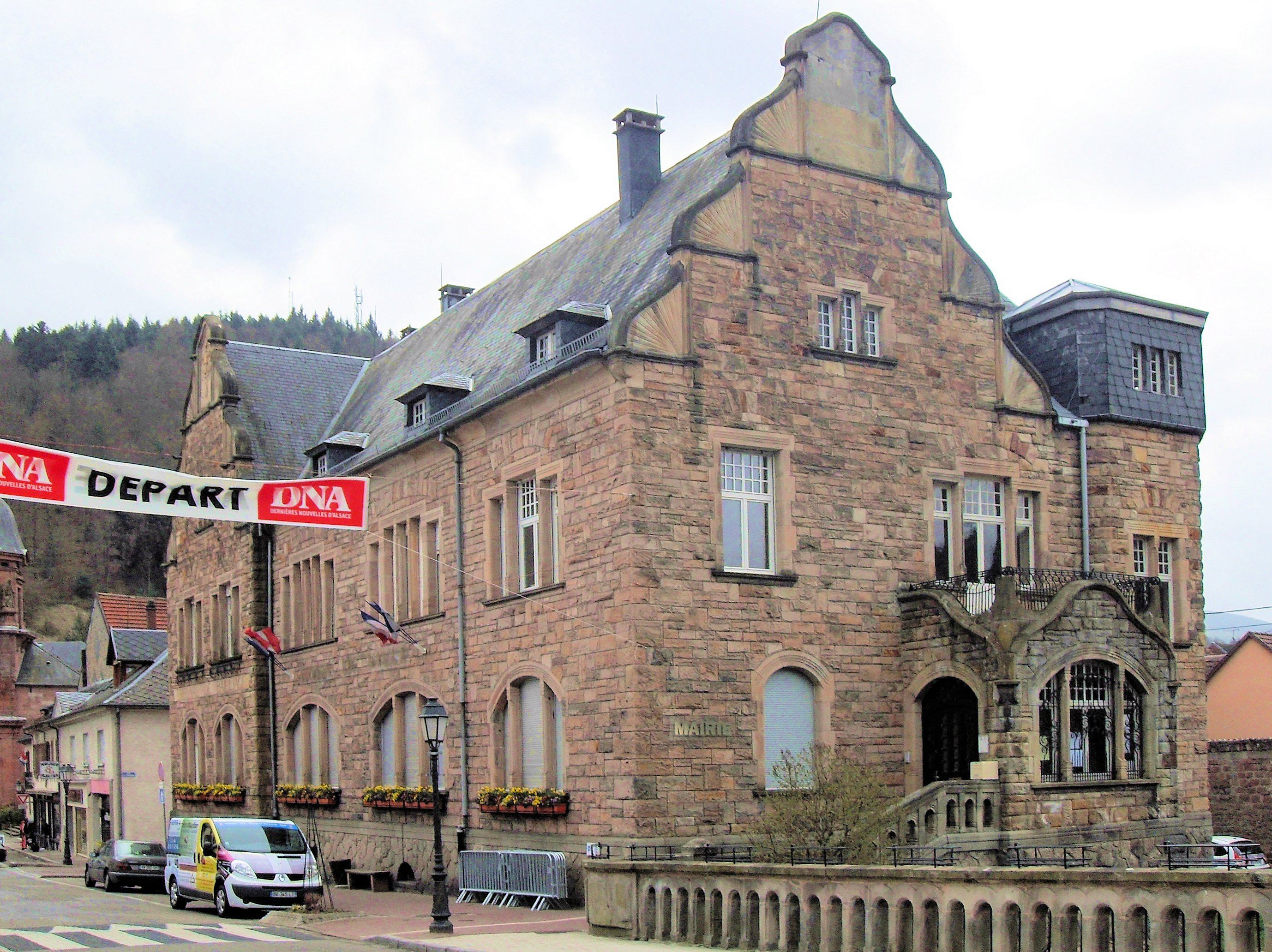
Rathaus
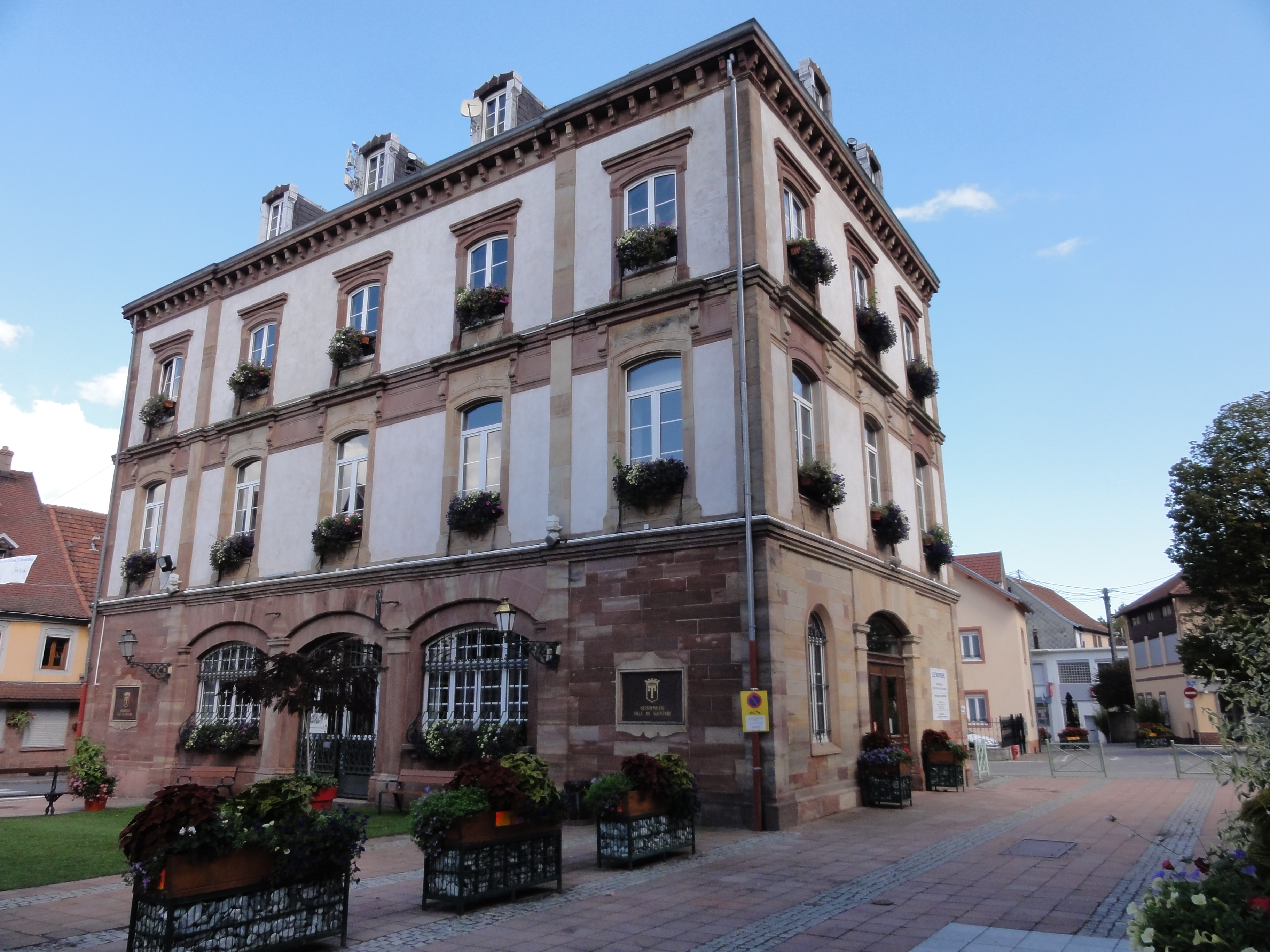
Altes Rathaus von 1864, place du Marché
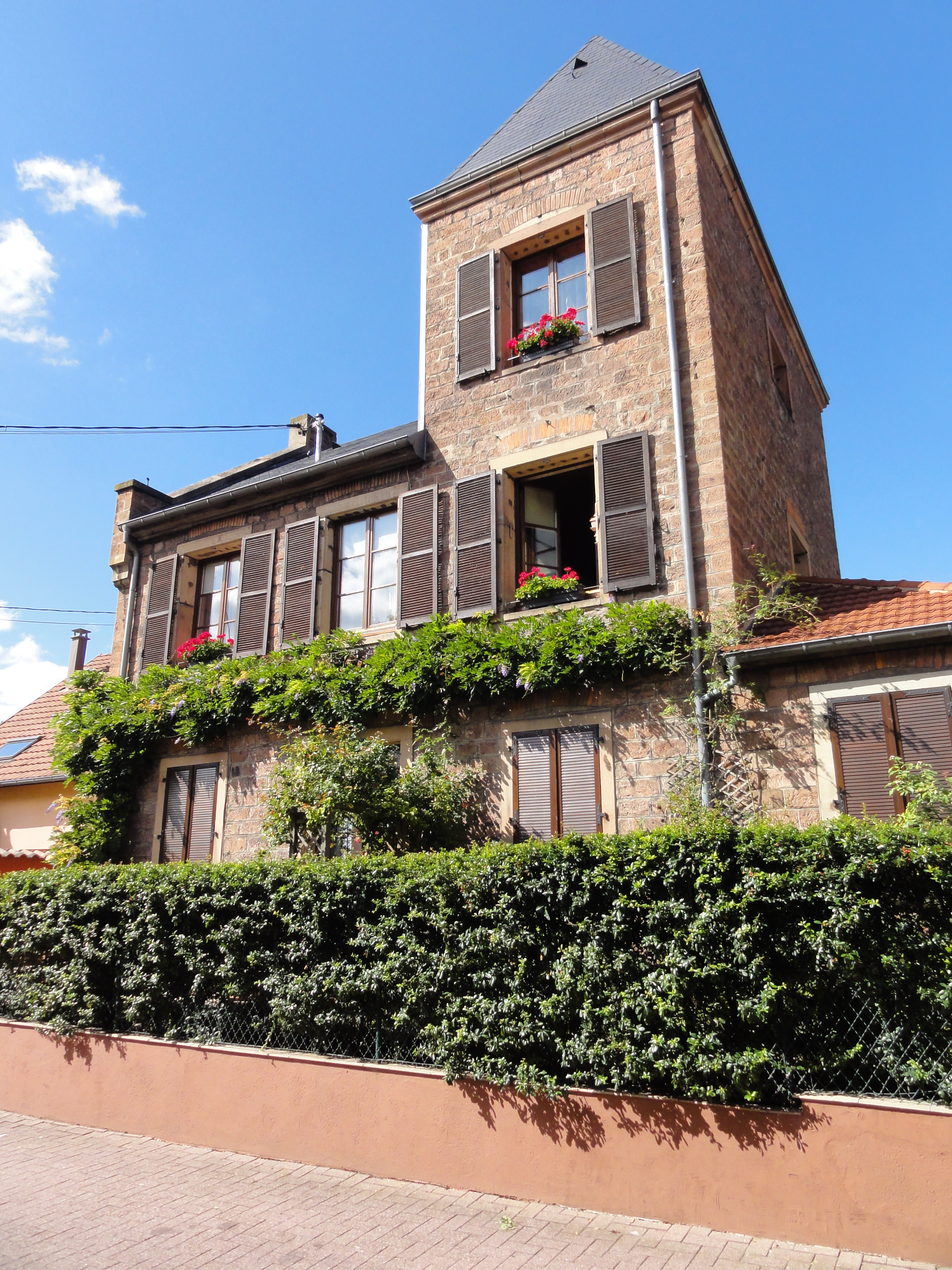
Altes Gefängnis (19. Jahrhundert), 111 rue du Tribunal
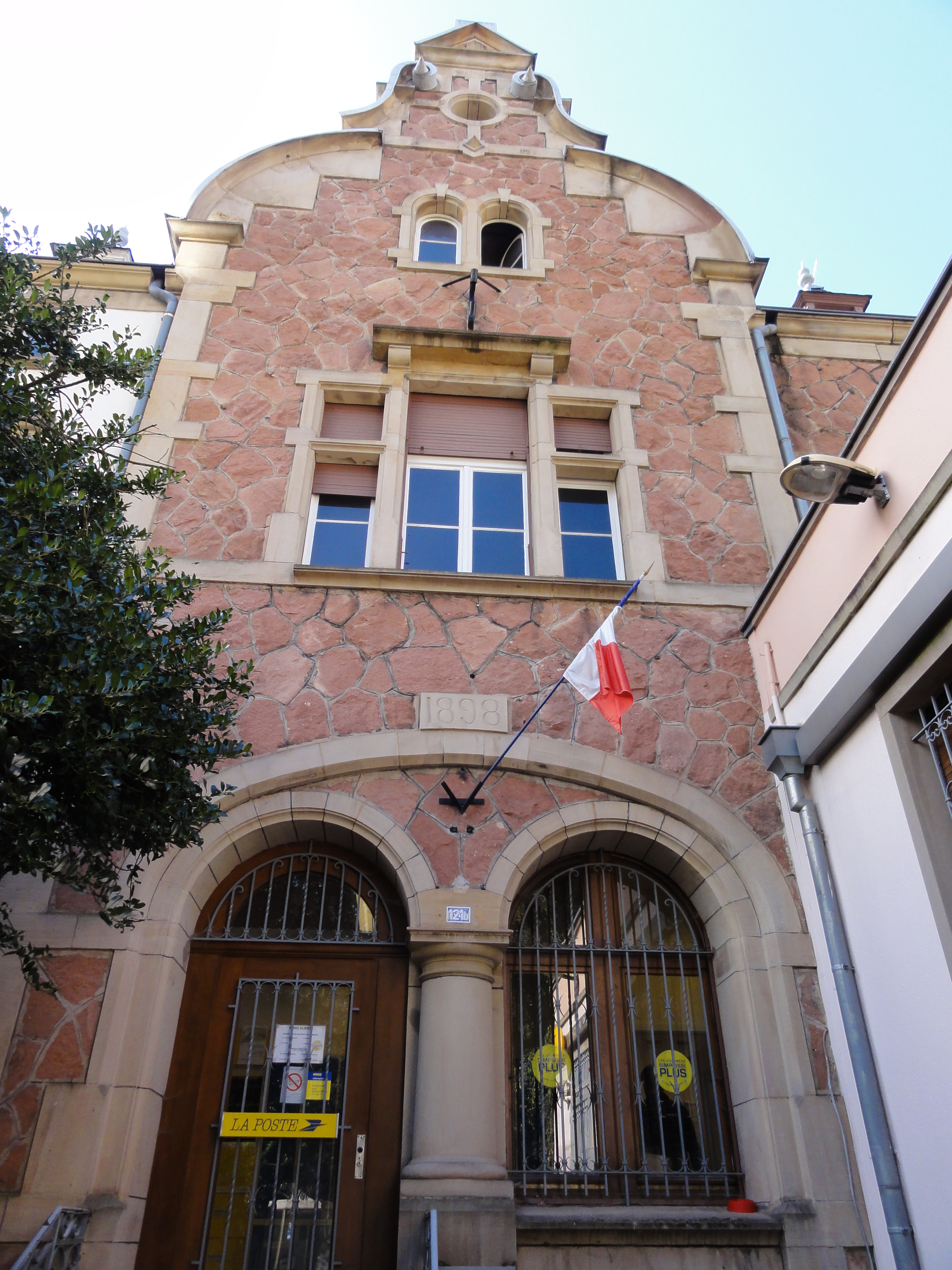
Hôtel des Postes von 1898, 121 B, avenue de la Gare
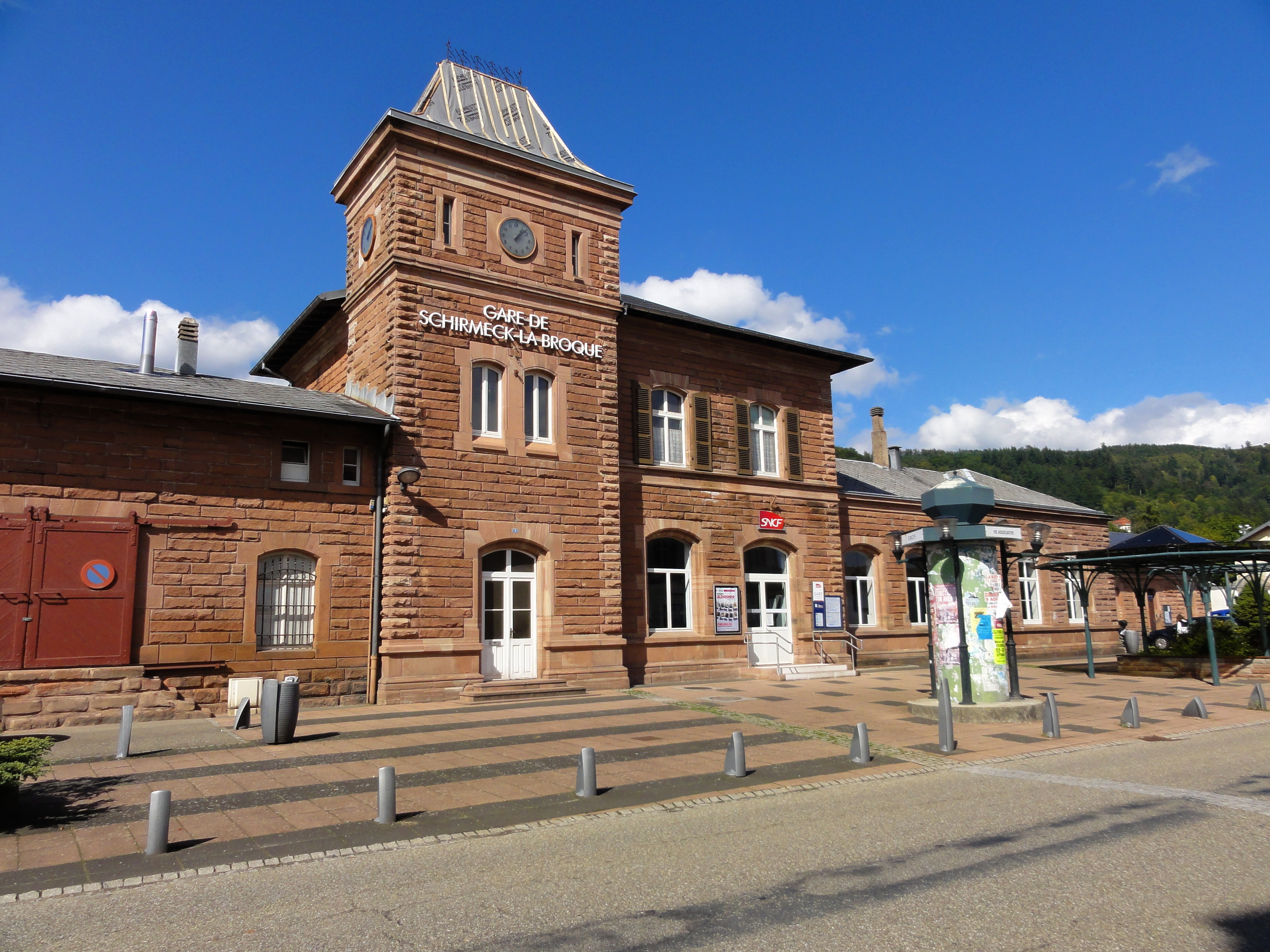
Bahnhof von Schirmeck-La Broque (1881)
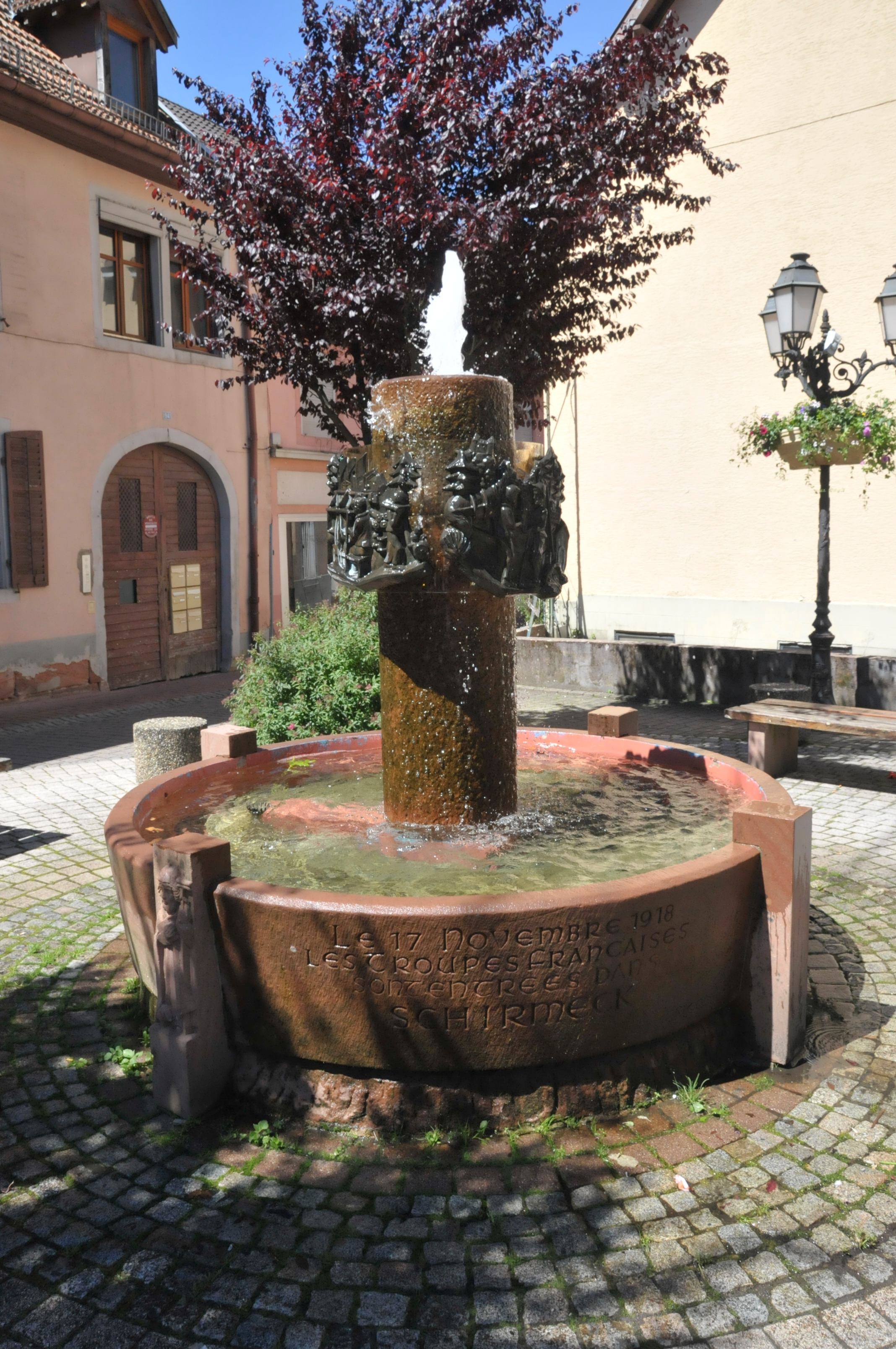
Brunnen zur Erinnerung an den 17. November 1918
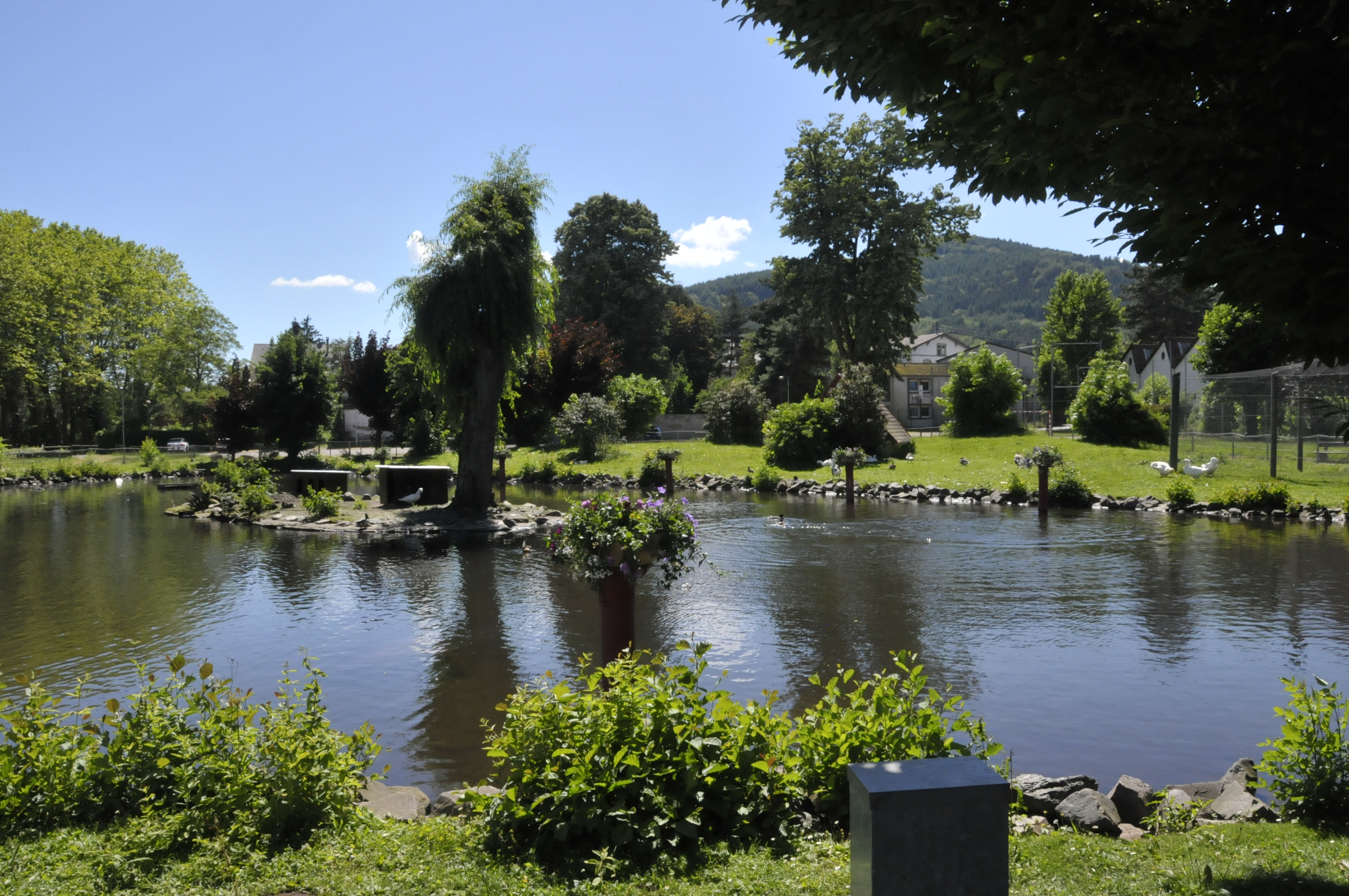
Kleiner Gemeindepark mit Enten- und Schwanenteich

## Persönlichkeiten
- Jules Clévenot (1875–1933), Schwimmer und Wasserballspieler
- Jean-Noël Wolf (* 1982 in Schirmeck), französischer Straßenradrennfahrer
- Joseph Schmidlin (1876–1944), katholischer Theologe, starb im Sicherungslager Schirmeck
- Heinrich Brandt (1886–1970), deutscher evangelisch-lutherischer Theologe und Landessuperintendent des Sprengels Osnabrück-Diepholz der hannoverschen Landeskirche, wurde 1916 in Schirmeck ordiniert.